# گابور نوواک
گابور نوواک (انگلیسی: Gábor Novák; ۱۴ اوت ۱۹۳۴ – ۵ اوت ۲۰۲۱) قایقران کانو، و مربی (ورزش) اهل مجارستان بود.